# Paul Werner (Politiker)

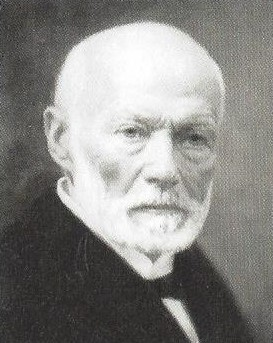
Paul Werner

Paul Ernst Friedrich Werner (* 19. Oktober 1848 in Zeitz; † 10. Juni 1927 in Cottbus) war ein deutscher Jurist, Richter und kommunaler Verwaltungsbeamter. Er war Erster Bürgermeister von Hamm und Cottbus.

## Leben
Paul Werner besuchte das Gymnasium in Frankfurt (Oder) und studierte Rechtswissenschaft an der Friedrich-Wilhelms-Universität Berlin, der Rheinischen Friedrich-Wilhelms-Universität Bonn und der Ludwig-Maximilians-Universität München. 1870 nahm er als Kriegsfreiwilliger am Deutsch-Französischen Krieg teil. Von 1872 bis 1878 war er Kreisrichter in Kirchhain (Lausitz), von 1878 bis 1880 2. Bürgermeister von Bromberg. Am 1. Juli 1881 übernahm er die Funktion des 1. Bürgermeisters von Hamm. Ab 1887 war er außerdem nationalliberaler Abgeordneter im westfälischen Provinziallandtag. Beide Funktionen übte er aus, bis er am 3. Mai 1892 Erster Bürgermeister von Cottbus wurde. 1894 wurde er dort zum Oberbürgermeister ernannt. In diesem Amt wurde er 1904 wiedergewählt und übte es bis 1914 aus, obwohl die reguläre zwölfjährige Amtszeit erst 1916 geendet hätte.
Verheiratet war er seit 1877 mit Franziska geb. Wiokerath. Werner lebte in der vom Baumeister und späteren Stadtrat Ewald Schulz errichteten Villa Wernerstraße 55. In Cottbus wurde er Mitglied der Freimaurerloge Zum Brunnen in der Wüste.

### Leistungen
Werner setzte sich für die Verschönerung der Industrie- und Leinenweberstadt Cottbus ein. 1898 entstand durch Initiative des Oberbürgermeisters und des Verschönerungsvereins auf der feuchten Niederung der Mühleninsel die erste Cottbuser Parkanlage, der Goethepark. Auf dem Kaiser-Wilhelm-Platz (heute: Brandenburger Platz) wurden auf Geheiß von Paul Werner 1904 Grünanlagen mit Kübelpflanzen, wie Bananenstauden, Agaven und Sommerblumen, angelegt. Von 1897 bis 1899 wurden die Kanalisation und die zentrale Wasserversorgung fertiggestellt. 1903 wurde nach der Inbetriebnahme des Kraftwerks auf der Mühleninsel zur Stromerzeugung neben der elektrischen Straßenbeleuchtung auch die Straßenbahn Cottbus eröffnet. Das Netz wuchs rasch auf mehrere Linien mit einem Farbsystem an.
Am 1. Oktober 1908 wurde das Stadttheater am Schillerplatz eröffnet. Es ist das einzige bis heute komplett erhaltene im Jugendstil gebaute Theater Deutschlands und wurde auf Werners Initiative nach Plänen von Bernhard Sehring erbaut, der sich zehn Jahre zuvor mit dem Berliner Theater des Westens als Theater-Architekt etabliert hatte.
Werner unterstützte die Pläne des Cottbuser Mediziners Carl Thiem, eine städtische Poliklinik zu errichten. Am 1. April 1914 wurde das Krankenhaus als Vereinigte Städtische und Thiemsche Heilanstalt in Betrieb genommen. Bis heute wurde es mehrfach aus- und umgebaut und ist mittlerweile das größte Klinikum im Land Brandenburg und eines der größten Krankenhäuser in Deutschland. Im Portal des Altbaus erinnert eine in die Wand eingelassene Steinplatte an Carl Thiem, Paul Werner und die Pläne zum Bau dieses Krankenhauses.
Am 16. Mai 1906 wurde die städtische Zentraluhrenanlage in Betrieb genommen. Zur territorialen Neuordnung von Cottbus trug Werner ebenfalls bei. So wurde am 1. Juli 1904 die Landgemeinde Sandow und der Gutsbezirk Brunschwig aus dem Landkreis Cottbus in die Stadtgemeinde bzw. den Stadtkreis Cottbus eingegliedert.

### Würdigung
Werner wurde 1914 zum Ehrenbürger der Stadt ernannt. Die Grünstraße und ein Steg über die Spree wurden nach ihm benannt. Am 2. März 1999 wurde die Cottbuser 5. Gesamtschule zum Gedenken an diesen wichtigen Cottbuser Oberbürgermeister in Paul-Werner-Gesamtschule umbenannt. Seit 2005 trägt die Schule aufgrund der Reform des Gesamt- und Realschulwesens im Land Brandenburg den Namen Paul-Werner-Oberschule. Die Straße zwischen Berliner Straße und Wilhelm-Külz-Straße, vorbei am Staatstheater, wurde ebenfalls nach ihm benannt (Wernerstraße).